# Marz Lovejoy
Marz Lovejoy es una curadora, modelo, autora, productora, editora en jefe, organizadora comunitaria y músico nacida en Mineápolis.

## Biografía
Marz nació en Mineápolis, Minnesota y creció en Los Ángeles y San Diego. Ha vivido en Nueva York durante 11 años. Fue influenciada por la música a una edad temprana, ya que su padre es DJ y su madre, escritora. Se graduó de la Escuela de Cine de Nueva York en Los Ángeles en 2010. Marz comenzó a escribir poemas en la escuela secundaria, que eventualmente evolucionaron hasta convertirse en temas completos de hip-hop. Inicialmente, Marz llamó la atención al difundir videos de ella misma haciendo estilo libre en redes sociales como YouTube. Esto la llevó a conectarse con su colaborador frecuente, Polyester, quien produjo la mayor parte de su EP debut.
Marz se abrió paso y obtuvo elogios de la crítica en abril de 2010 cuando apareció en el éxito de Pac Div, "Shine". Después del éxito de “Shine”, Pac Div invitó a Marz a actuar en su gira nacional, en la que abrió para el grupo en 15 fechas. El 23 de noviembre de 2010, Marz lanzó su EP debut, "This Little Light Of Mine", que fue considerado un éxito de crítica y obtuvo elogios de medios como OkayPlayer.
Desde el lanzamiento de “This Little Light Of Mine”, Marz ha actuado en todo el país. En octubre de 2010, actuó con los miembros de Wu-Tang Clan, GZA y Raekwon, en la ciudad de Nueva York durante una presentación de CMJ. La leyenda de la costa oeste, DJ Quik, también invitó a Marz a actuar en su serie de conciertos Quik's Grooves en Hollywood. En 2011, actuó en SXSW donde abrió para Erykah Badu. Jon Pareles de The New York Times consideró a Marz "entre los mejores que escuchó" en el festival de música. Actuó en el Festival de Hip-Hop A3C de 2011 en Atlanta y en el Festival CMJ de 2011, donde abrió para el legendario dúo de hip-hop, MOP. También actuó en SXSW en marzo de 2012, abriendo para GZA, quien contó con el respaldo de Grupo Fantasma.
Marz ha lanzado varios sencillos desde el lanzamiento de su EP debut. "Live Life" presenta a Smoke DZA de Harlem Nueva York y aparece en su álbum de 2011 titulado "Rolling Stoned". "I Can't Call It" presenta a Like de Pac Div y Jason Madison y aparece en la compilación "A3C Volume 1" lanzada en relación con el festival de 2011, "Dolo" producida por Polyester, "Discouraged" producida por Om'Mas Keith y Mike Swoop y "One Night Only", que presenta Hippie Sabotage.
En abril de 2011, Marz consiguió su primer papel en un largometraje en LUV del director Sheldon Candis. La película está protagonizada por Common, Michael K. Williams, Meagan Good y Danny Glover.
En abril de 2014, Marz consiguió su segundo papel en un largometraje en Kid Cannabis del director John Stockwell. La película está protagonizada por Jonathan Daniel Brown, Kenny Wormald, Aaron Yoo, Ron Perlman y John C. McGinley.
En enero de 2015, Marz apareció en el vídeo musical de Princess Nokia para "Young Girls", que se centra en una utopía femenina de cuerpo moreno.
Después de que Marz abrió para Hood By Air en la Semana de la Moda de Nueva York en septiembre de 2015 y apareció en la portada de Vogue.com, ha sido parte de la escena de la moda en Nueva York, Copenhague y París.
En 2017, Marz se casó con el editor en jefe de Office Magazine, Simon Rasmussen. Como editor cultural, Marz ha desempeñado un papel en la configuración de la identidad de Office Magazine.
Marz fue la primera modelo embarazada en fotografiar para la línea de lencería de Rihanna, Savage X y apareció en la portada de la revista de Dinamarca Costume.
En 2019, publicó su primer libro infantil, B-A-B-Y, ilustrado por Steven Horton Jr.
En 2020, Marz lanzó un EP de 9 pistas en SoundCloud titulado elePhant Soundz. Durante el auge de la pandemia e inspirada por su segundo embarazo, Marz recaudó 45.000 dólares para madres negras y trabajadores de parto cuando creó una campaña en torno a la transmisión en vivo de su parto en casa. Meses después, pasó a ser el rostro de la primera línea (M)aternity de Nike y organizó un paseo en bicicleta en la ciudad de Nueva York con Nike para celebrar y recaudar dinero para las mujeres negras.
Junto con sus colegas de color de Office Magazine, Marz creó una revista exclusivamente para negros titulada The Black Utopia. El volumen 1 de The Black Utopia se lanzó en enero de 2021.
Después de vivir en Copenhague, Marz y Simon decidieron separarse.
Marz es madre a tiempo completo y actualmente trabaja como curadora general para el estudio del artista Alvaro Barrington. Junto con su paseo anual en bicicleta "...And Still We Ride", Marz continúa centrando a la comunidad en el trabajo que realiza.

## Discografía
- "Shine" Pac Div featuring Marz Lovejoy (sencillo) (2010)
- This Little Light Of Mine (EP) (2010)
- "Live Life" featuring Smoke DZA (sencillo) (2011)
- "I Can't Call It" Like of Pac Div and Jason Madison (sencillo) (2011)
- "Higher Learning (1:34AM)" Remy Banks featuring Marz Lovejoy & Meechy Darko (2012)
- "Dolo" (sencillo) (2013)
- "Discouraged" (sencillo) (2013)
- "Initiation" A$ton Matthews featuring Marz Lovejoy (2014)
- "One Night Only" featuring Hippie Sabotage (sencillo) (2014)
- "GoGoGo" Ethereal featuring Marz Lovejoy (2014)
- "Do Or Die" Joey Fatts featuring Marz Lovejoy (2014)
- "RedruM" Da$h featuring Marz Lovejoy (2015)
- "WorldMightEnd" Ethereal featuring Marz Lovejoy (2020)
- "Around" Ethereal featuring Marz Lovejoy (2020)